# 日本道教学会
日本道教学会（にっぽんどうきょうがっかい、略称: 道教学会、英語: Japan Society Of Taoistic Research）は、日本の学術研究団体の一つ。

## 概要
1950年10月18日設立。学術研究団体としての種別は単独学会。
道教を含め、広く東アジアの宗教の研究を行っている。
国内においては東洋学・アジア研究連絡協議会に加盟している。

## 沿革
- 1950年 - 日本道教学会設立。

## 刊行物

### 東方宗教
- 誌名（和文）：東方宗教
- 誌名（欧文）：THE TOHO SHUKYO (THE JOURNAL OF EASTERN RELIGIONS)
- 創刊年：1950
- 資料種別：ジャーナル（査読付き論文を含む）
- 使用言語：日本語（英文抄録あり）
- 発行形態：印刷体
- 著作権帰属先：著者
- クリエイティブコモンズ：定めていない
- 購読：有料